# Болотин, Павел Яковлевич
Болотин Павел Яковлевич (род. 1929) — Герой Социалистического Труда. Полный кавалер знака «Шахтёрская слава», двух орденов Ленина, ордена «Знак Почёта».

## Биография
Родился в 1929 году. Трудовая биография его началась в суровые военные годы. С 1945 года и до выхода на заслуженный отдых Павел Яковлевич работал на шахте имени Калинина. Проходческая бригада, возглавляемая Болотиным, прославилась в начале 1960-х годов тем, что впервые стала осуществлять комплексную скоростную подготовку выемочных полей. Тщательно изучив передовой опыт многих других коллективов, болотинцы многое применили у себя и в то же время внедрили много своих собственных изобретений, как в организации труда, так и в технике. Так, в апреле 1964 года бригада организовала проходку одновременно двух выработок по одному пласту — навстречу друг другу. За один месяц они прошли 1040 метров. При обычных темпах эта работа заняла бы 5—6 месяцев. Шахте был обеспечен устойчивый очистной фронт с запасами 500 тонн коксующегося угля.
Указом Президиума Верховного Совета СССР от 30 марта 1971 года Павлу Яковлевичу Болотину было присвоено звание Героя Социалистического Труда.